# Вревская, Евпраксия Николаевна
Баронесса  Евпракси́я Никола́евна Вре́вская  (урождённая Ву́льф; 12 (24) октября 1809 — 22 марта 1883) — псковская дворянка, соседка А. С. Пушкина по имению и близкий друг поэта. Сестра Анны и Алексея Вульфов, мать генерала А. Б. Вревского.

## Биография
Родилась в имении своего деда в Берново Старицкого уезда в семье тверского дворянина, отставного коллежского асессора Николая Ивановича Вульфа (1771—1813) и его жены Прасковьи Александровны (1781—1859). Крещена 17 октября 1809 года в церкви Успения Пресвятой Богородицы, крестница бабушки Анны Фёдоровны Вульф.
7 июля 1831 года она вышла замуж за барона Бориса Александровича Вревского, отставного офицера лейб-гвардии Измайловского полка. Венчание было в городище Воронич в церкви Великомученика Георгия. После замужества переехала на жительство в имение мужа Голубово. 31 мая 1834 года у неё родился сын Александр, в будущем ставший генерал-губернатором Туркестанского края и командующим войсками Туркестанского военного округа.

### Дружба с Пушкиным
Евпраксия Николаевна с раннего возраста была близко знакома с А. С. Пушкиным, который являлся соседом по их имению (проживал в имении Михайловское) и был близким другом семьи Осиповых-Вульфов. Одно время А. С. Пушкин ухаживал за девятнадцатилетней Евпраксией Николаевной.
Она под своим домашним именем «Зизи» была упомянута поэтом в пятой главе романа «Евгений Онегин»:
За ним строй рюмок узких, длинных,

Подобно талии твоей,

Зизи, кристалл души моей,

Предмет стихов моих невинных,

Любви приманчивый фиал,

Ты, от кого я пьян бывал!
В 1828 году А. С. Пушкин послал Евпраксии Николаевне 4-ю и 5-ю главы «Евгения Онегина» с надписью, сделанною своею рукой: «Твоя от твоих».
Известно, что именно ей А. С. Пушкин рассказал о своей предстоящей дуэли с Жоржем Дантесом. А. И. Тургенев говорил, что вдова Пушкина упрекала Вревскую «в том, что, зная об этом, она её не предупредила».
Евпраксия Николаевна умерла «от чахотки» 22 марта 1883 года в селе Голубово Островского уезда Псковской губернии и похоронена на погосте Врев. Перед смертью, несмотря на мольбы дочери, Евпраксия Николаевна сожгла все письма Пушкина, адресованные ей.

## Дети
в браке родились:
- Александр (1832—1833);
- Мария (1833 — после 1902) — супруга Опочецкого уездного предводителя дворянства Григория Фёдоровича Карпова (1835—1888);
- Александр (1834—1898) — генерал от инфантерии, женат на Анастасии Матвеевне Спасской, воспитаннице Матвея Евграфовича Храповицкого. Их сыновья: Павел, Борис;
- Николай (1835—1835);
- Прасковья (1836—1910-е) — с 1858 года супруга Островского уездного предводителя дворянства Николая Алексеевича Беклешова (1825—1903);
- Евфимия (1838—1917) — переводчица, супруга сенатора Петра Алексеевича Зубова (1819—1880);
- Софья (1839 −1920-е) — не замужем, последняя владелица имения Тригорского, почётный член Псковского археологического общества, передала в Пушкинский Дом предметы, связанные с А. С. Пушкиным.
- Александра (1840—1899) — супруга Михаила Евграфовича Ладыженского (1840—1910), сын — Гавриил (1865—1945). Брак закончился разводом;
- Павла (1842 —?)— супруга статского советника Михаила Ивановича Петропавловского (1830—1893);
- Степан (1843—1901) — женат на баронессе Марии Михайловне Сердобиной (1844—1894). Их сын: Михаил.
- Алексей (1845—1877) — женат на Софье Карловне Кааз;
- Ипполит (1847—1889) — подполковник гвардейской пехоты в отставке;
- Анна (1849—?).